# Steninonereis martini
Steninonereis martini är en ringmaskart som beskrevs av Elise Wesenberg-Lund 1958. Steninonereis martini ingår i släktet Steninonereis och familjen Nereididae.
Artens utbredningsområde är Mexikanska golfen. Inga underarter finns listade i Catalogue of Life.